# George Bird Grinnell
Pour les articles homonymes, voir Grinnell.
George Bird Grinnell (20 septembre 1849, Brooklyn – 11 avril 1938) est un anthropologue, historien, naturaliste et écrivain américain.
À l'origine spécialisé dans la zoologie, il devint un éminent membre du Mouvement de conservation américain et un étudiant de la vie des Amérindiens aux États-Unis. Grinnell a été reconnu pour son influence sur l'opinion publique et sur la législation qui a finalement abouti à la préservation du bison d'Amérique du Nord.
Il participa à l'expédition Harriman visant à explorer les eaux côtières et le territoire de l'Alaska en 1899.